# Сууремыйза (Хийумаа)
Су́уремыйза (эст. Suuremõisa) — деревня в волости Хийумаа уезда Хийумаа, Эстония.
До реформы местных самоуправлений 2017 года входила в состав волости Пюхалепа.

## География и описание
Расположена в восточной части острова Хийумаа, на перекрёстке шоссе, ведущих в город Кярдла, деревню Хелтермаа и посёлок Кяйна. Расстояние до волостного и уездного центра — Кярдла — 15 километров. Высота над уровнем моря — 12 метров.
Климат умеренный. Официальный язык — эстонский. Почтовый индекс — 92302.

## Население
По данным переписи населения 2021 года, в Сууремыйзанасчитывалось 208 жителей, из них 203 (98,1 %) — эстонцы.
По состоянию на 1 января 2020 года в деревне насчитывалось 211 жителей: 100 женщин и 111 мужчин; 147 человек трудоспособного возраста (15–64 года), 22 ребёнка в возрасте до 15 лет и 42 человека пенсионного возраста (65 лет и старше).
По данным переписи населения 2011 года, в деревне проживали 187 человек, все — эстонцы.
Численность населения деревни Сууремыйза по данным переписей населения:
| Год  | 1959 | 1970  | 1979  | 1989  | 2000  | 2011  | 2021  |
| ---- | ---- | ----- | ----- | ----- | ----- | ----- | ----- |
| Чел. | 143  | ↘ 102 | ↗ 157 | ↗ 290 | ↗ 321 | ↘ 187 | ↗ 208 |

## История
В письменных источниках 1633 года упоминается Grossenhof, 1732 года — Sure m., 1798 года — Grosenhof, Suure M .

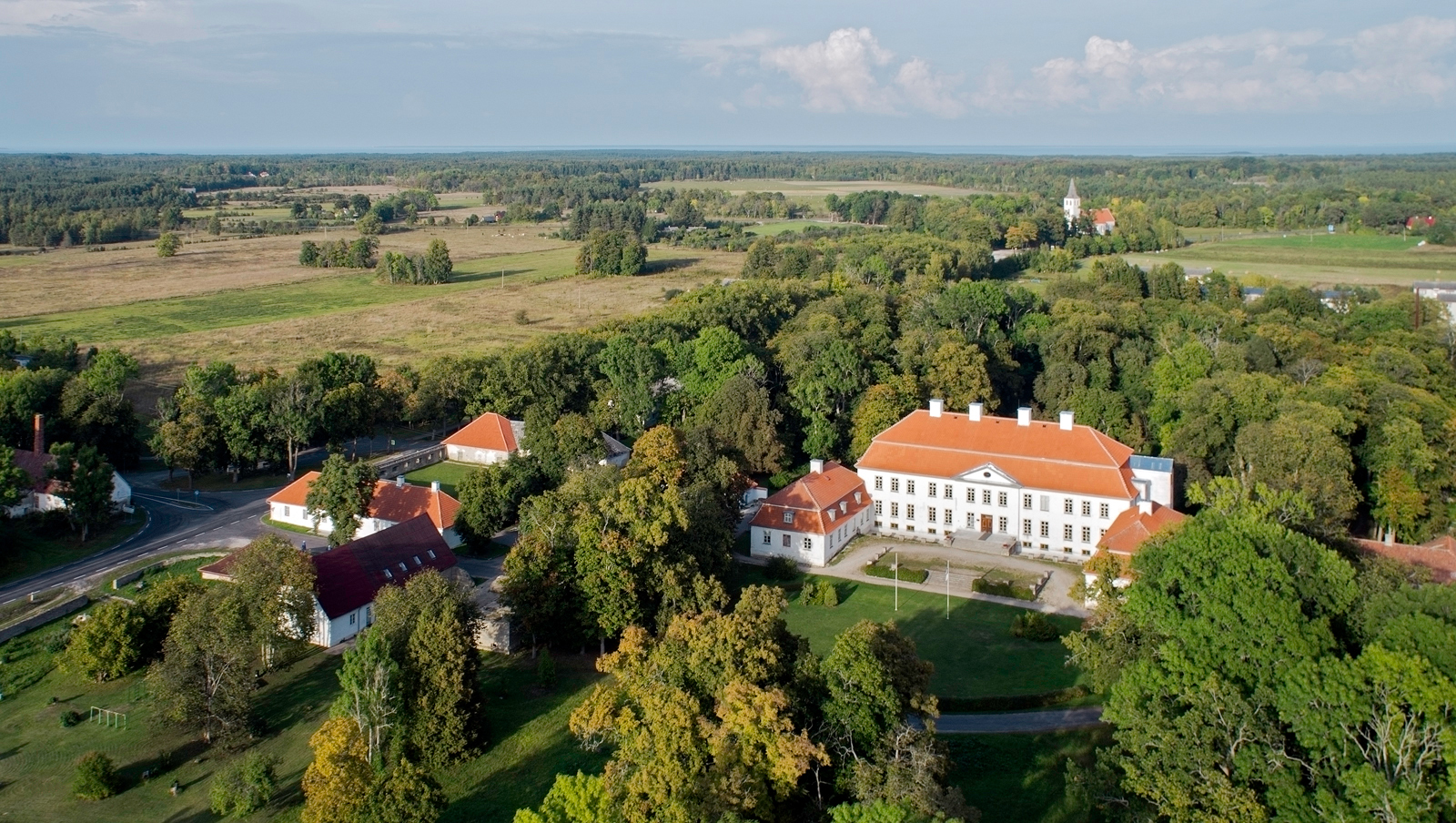
Мыза Гросенгоф (Сууремыйза)

В 1633 году была упомянута мыза Гросенгоф. Ранее здесь была ландратная мыза, которая носила имя Пюхалепа (Pohilep, в документе 1519 года —  hoff tho Poylow, 1560 года — Poylipe) по названию близрасположенной церкви. Сохранился документ 1563 года, где указаны её размеры: 9 вакусов, из которых 2 были шведскими и 7 эстонскими, в сумме 135 ⅝ сох земли. В сентября того же года Хийумаа попала под власть Швеции, и уже в следующем году на острове было 2 служебных мызы и 3 небольшие частные мызы. С того времени шведское королевство передало дворянству для проживания краткосрочные феоды на острове.
Деревня и мыза (Grosshof, Grosenhof, нем. Großenhof, Dagö-Großenhof) тесно связаны с дворянским семейством Делагарди. В 1570 году у шведского полководца Понтуса Делагарди на Хийумаа было 48 сох земли. Его сын Якоб Делагарди платил жалованье войскам и закупал снаряжение, вследствие чего обязанности короны перед ним выросли настолько, что в 1620 году бывшие на Хийумаа владения и временные феоды были сданы ему в аренду. Четыре года спустя вместо арендного договора был оформлен акт продажи и в его владения перешло около ¾ площади острова. Граф включил в состав мызы Пюхалепа земли других деревень, и с того времени она стала самой большой и могущественной мызой на острове (Сууремыйза с эст. буквально — «Большая мыза»), и сейчас является одним из самых зрелищных мызных ансамблей в Эстонии. Строительство главного здания мызы (господского особняка) в стиле барокко было завершено в 1760 году. При инспектировании 18.08.2020 его состояние было оценено как плохое.
На военно-топографических картах Российской империи (1846–1863 годы), в состав которой входила Эстляндская губерния, мыза обозначена как Гросенгофъ.
В 1920-х годах, после национализации мызы, на её землях возникло селение, в 1977 году получившее статус деревни. Здесь работали центр Сууремыйзаского отделения совхоза «Путкасте», почтовое отделение, 8-классная школа, дом культуры и библиотека. В 1945–1954 годах деревня входила в состав Сууремыйзаского сельсовета, затем до отделения Эстонии от СССР — в состав Пюхалепаского сельсовета.

## Инфраструктура
В Сууремыйза есть система центрального водоснабжения и канализации и сеть центрального отопления. В главном здании мызы работают техникум, основная школа-детский сад и музей «Замок Сууремыйза». В деревне есть библиотека с интернет-пунктом, магазин торговой сети COOP и магазин “A ja O”.  Услуги ночлега предлагает «Замок Сууремыйза» и хостель “Allika” .

## Галерея

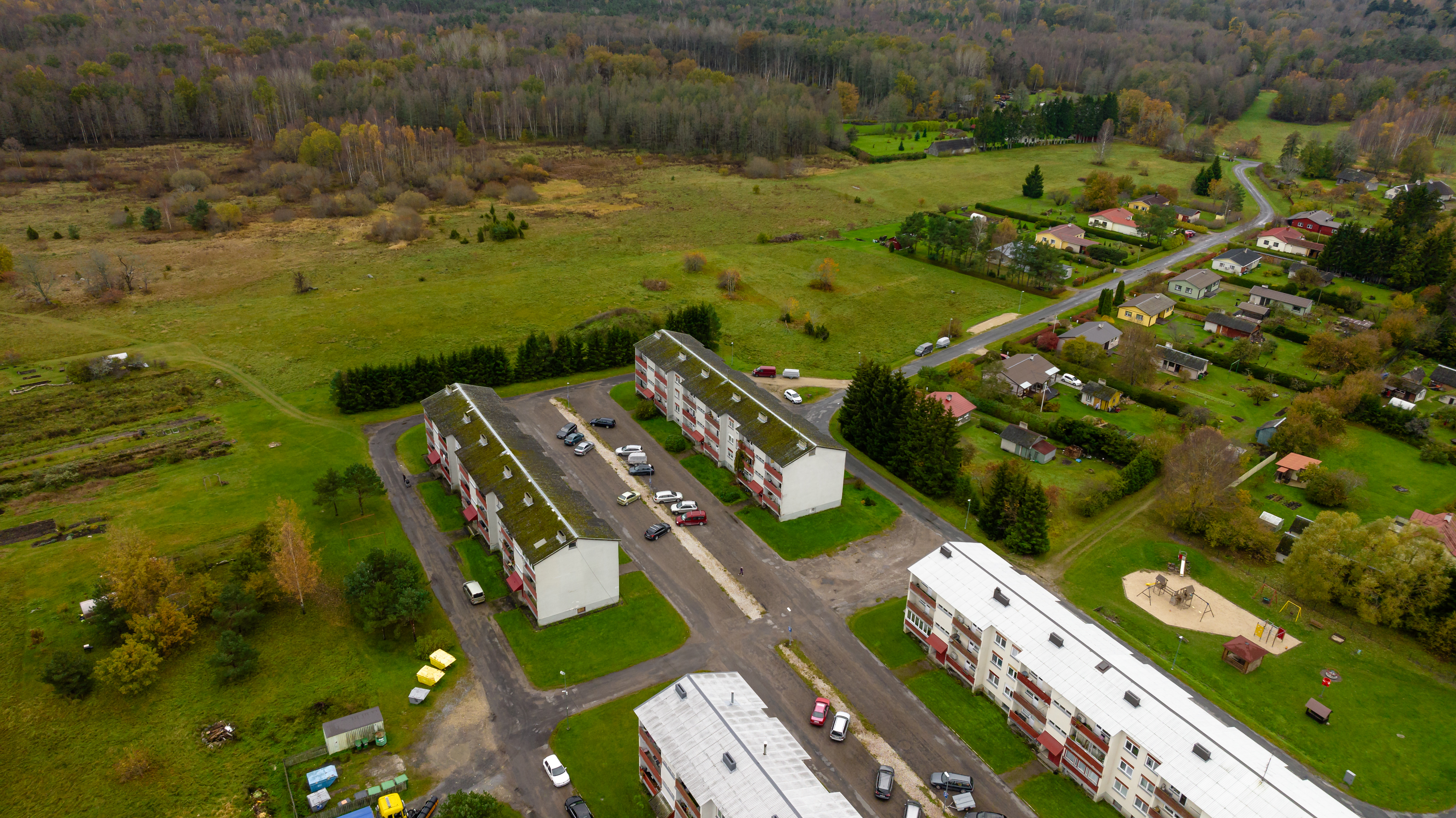
Жилые дома в деревне
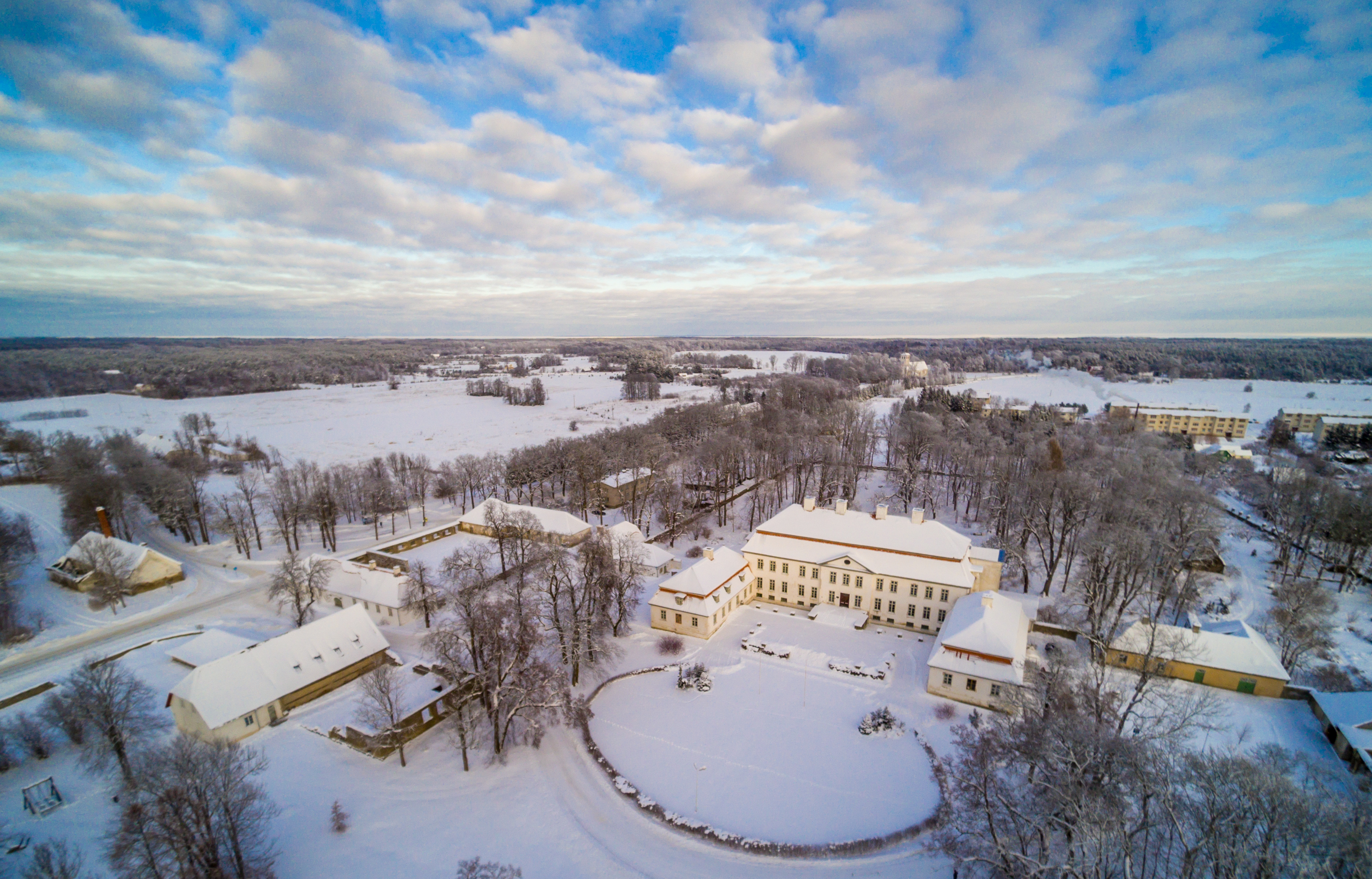
Мыза Гросенгоф зимой
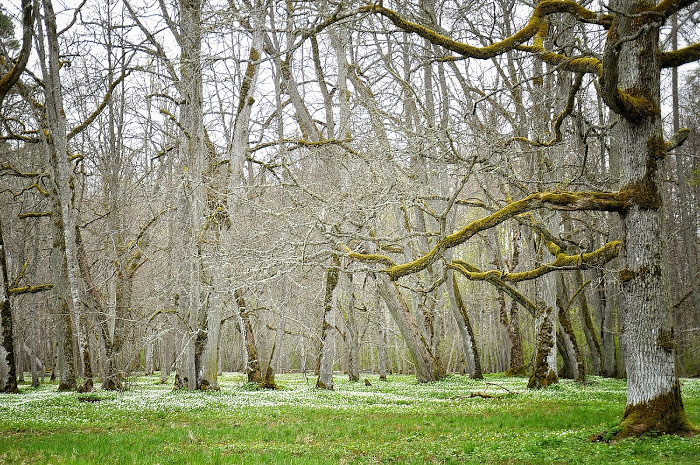
Парк Сууремыйза весной
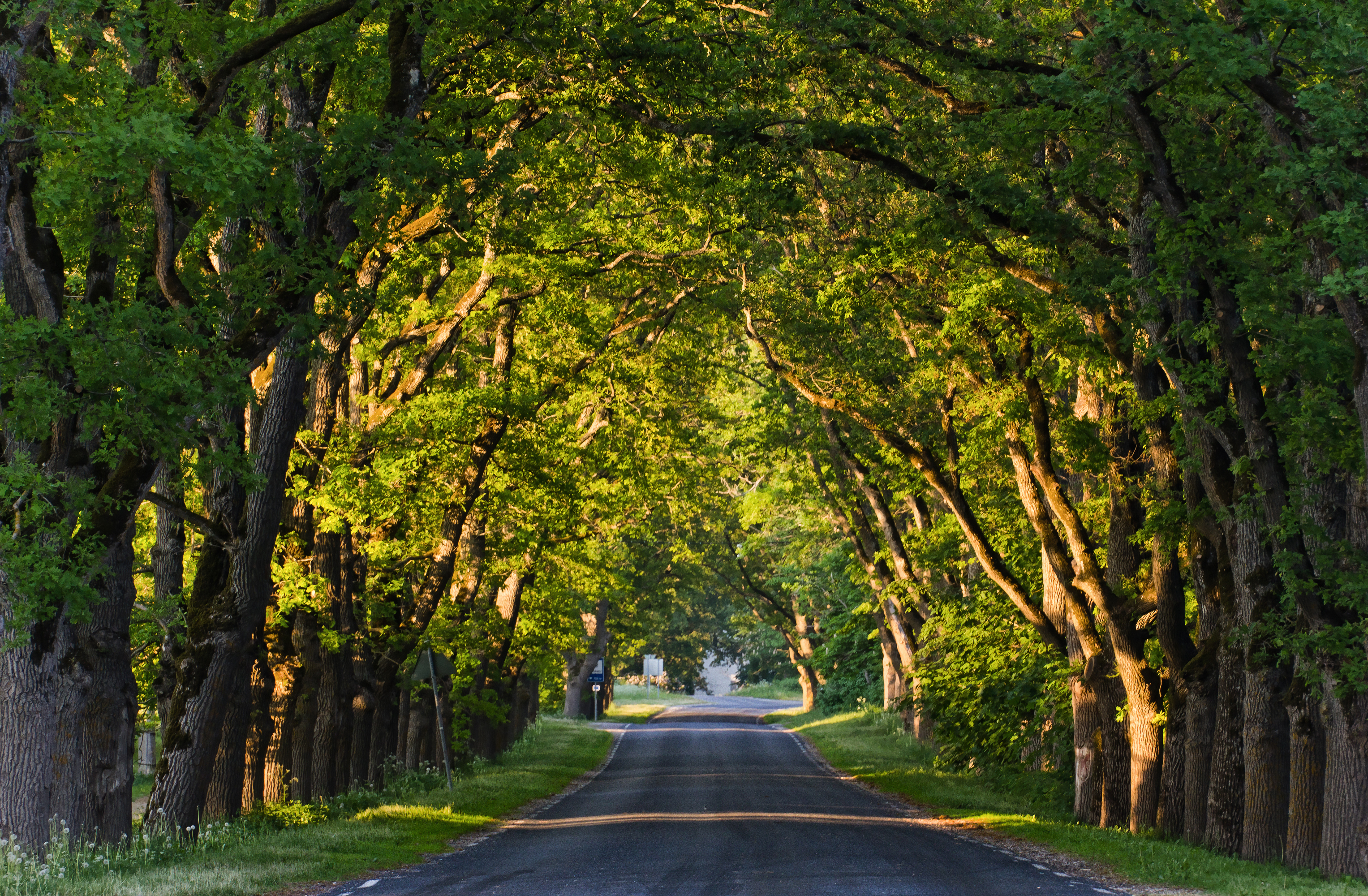
Дубовая аллея на мызе Гросенгоф
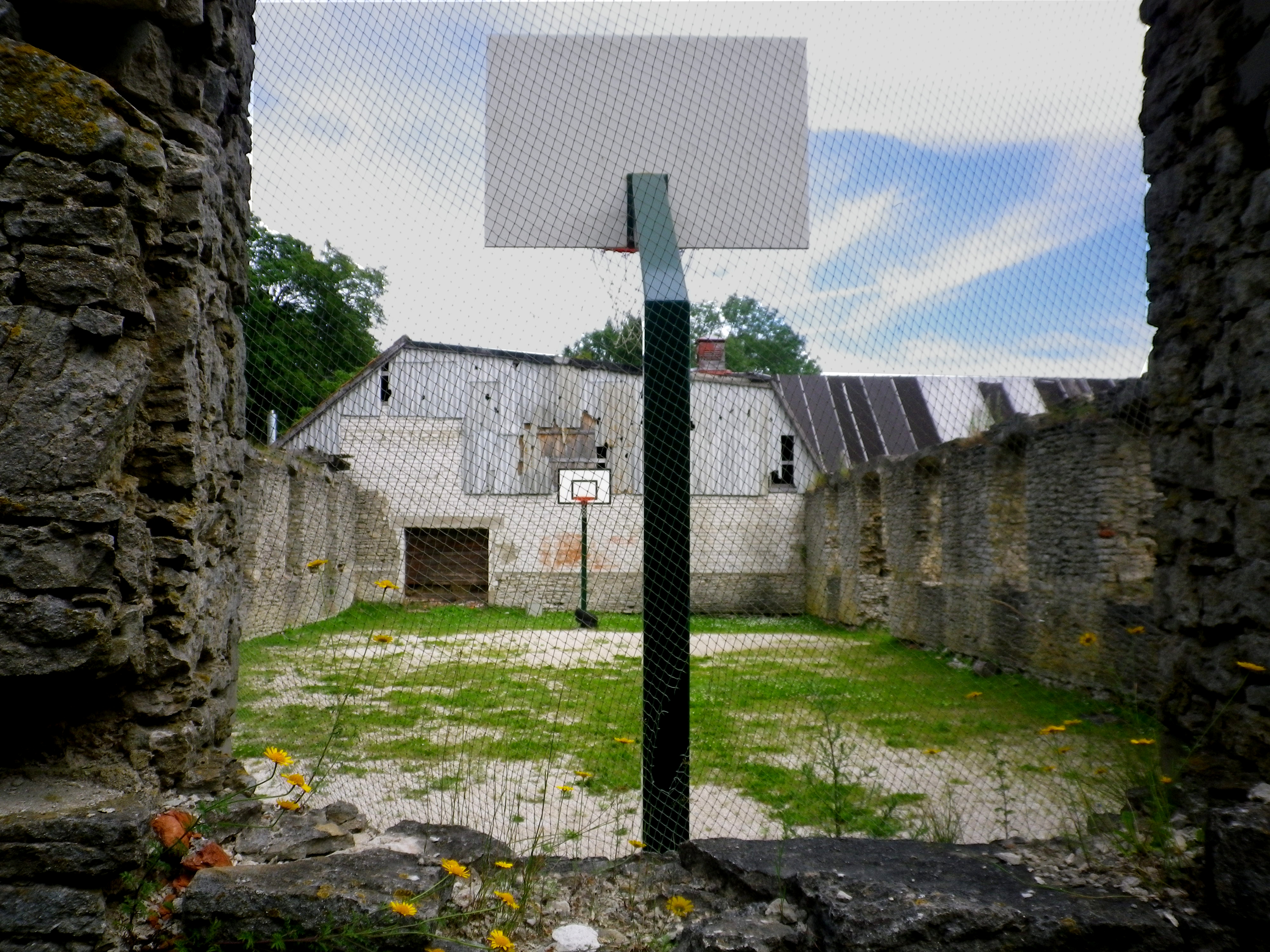
Баскетбольная площадка на остатках мызной конюшни

## Комментарии
1. ↑  Эстонские топонимы, оканчивающиеся на -а, не склоняются и не имеют женского рода (исключение — Нарва)[6].